# Национальная гвардия Грузии
Национа́льная гва́рдия Гру́зии (груз. საქართველოს ეროვნული გვარდია) — военизированное формирование в составе Вооружённых сил Грузии.
В структуре министерства обороны имеет статус департамента.
Задачами Национальной гвардии является противодействие внешним угрозам, уличным беспорядкам и стихийным бедствиям, а также оказание военной помощи гражданским властям в случае чрезвычайных ситуаций. Национальная гвардия отвечает также за мобилизацию резервистов.

## История
Национальная гвардия была создана 20 декабря 1990 года, после того, как президент Грузии Звиад Гамсахурдия отдал распоряжение о создании Вооружённых сил Грузии и провёл первый военный парад на стадионе Бориса Пайчадзе. Главой Национальной гвардии был назначен Тенгиз Китовани.
Национальная гвардия была укомплектована, в основном, добровольцами и бывшими офицерами Советской армии ВС СССР, вернувшимися в Грузию для того, чтобы служить в рядах грузинских вооружённых сил. Таким образом, она стала первым национальным формированием на территории Грузии и послужила основой регулярных Вооружённых сил.
Практически сразу же с момента создания командиры Национальной гвардии приняли активное участие в политике Грузии и начавшейся затем гражданской войне. В августе 1991 года Национальная гвардия распалась на сторонников Гамсахурдия и Китовани. Распад произошёл после заявления президента Грузии Звиада Гамсахурдии о роспуске армии. Сторонники Китовани покинули свои воинские части и присоединились к оппозиции — премьер-министру Тенгизу Сигуа и полевому командиру Джабе Иоселиани. Другие части Национальной гвардии сохранили верность режиму Гамсахурдии.
Также подразделения Национальной гвардии участвовали в югоосетинском и абхазском конфликтах.

## Нынешний статус

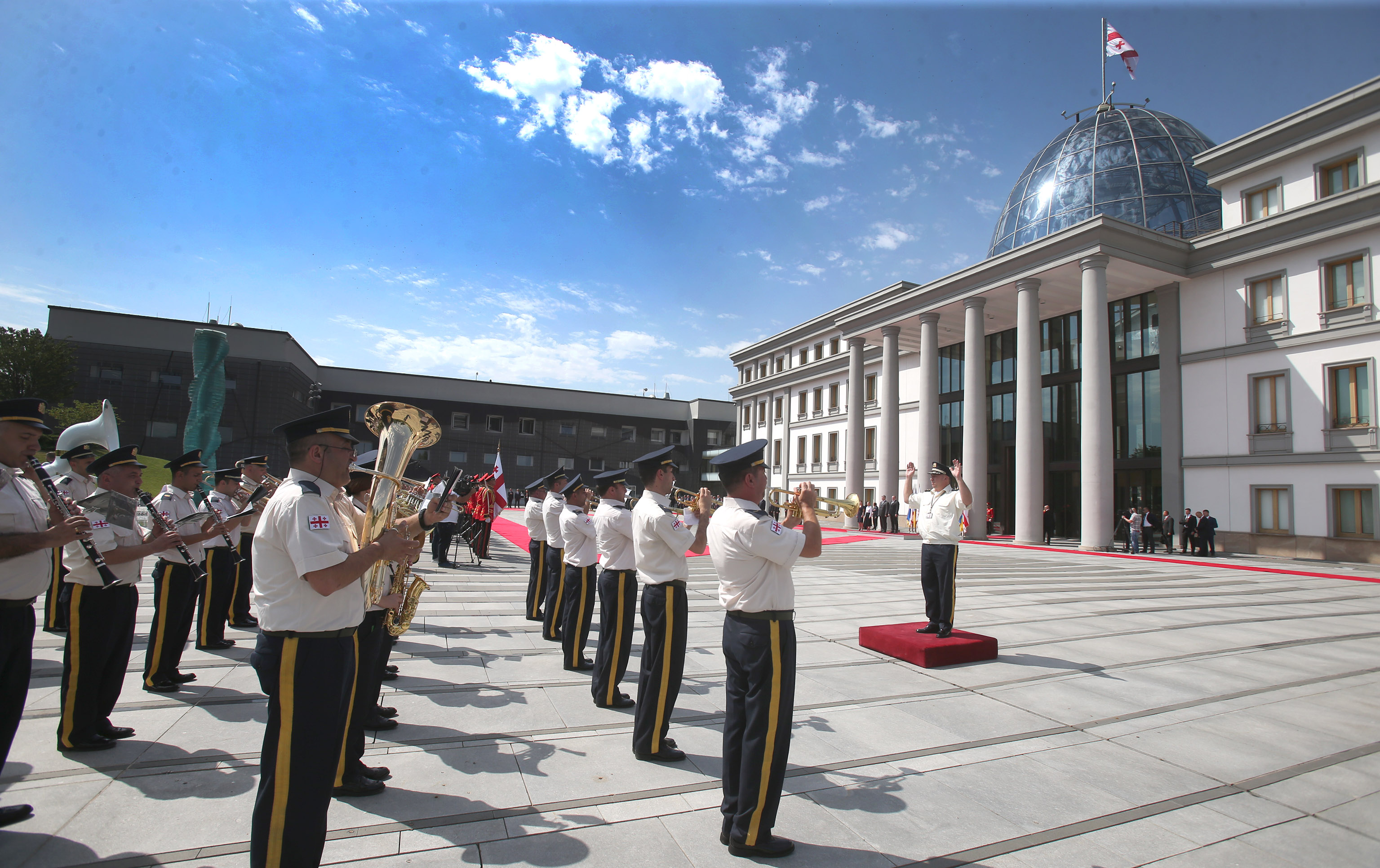
Оркестр Национальной гвардии

В соответствии с рекомендациями Европейского командования США были определены новые функции Национальной гвардии и проведены структурные изменения с 2000 года в состав Национальной гвардии больше не входят военные подразделения — она сосредотачивается на решении мобилизационных задач и помощи правительству при чрезвычайных ситуациях.
Основные цели Национальной гвардии:
1. Поддержка правительства в кризисных ситуациях (природных, технических и экологических).
2. Регистрация и контроль резервистов.
3. Обеспечение призыва граждан в ряды Вооружённых сил.
4. Помощь в проведении различных церемоний.

## Численность и командование
В 2007 году численность персонала Национальной гвардии, не считая резервистов, составляла 554 человека. Командиром является Бригадный генерал Леван Гамкрелидзе.